# Transatlantic
A Transatlantic egy progresszív rock szupergrup, amelynek tagjai Mike Portnoy (ex-Dream Theater) dobos, Neal Morse (ex-Spock's Beard) billentyűs/énekes, Roine Stolt (The Flower Kings) gitáros/énekes és Pete Trewavas (Marillion) basszusgitáros. A projekt 1999 és 2003 között volt aktív, de 2009-ben ismét új stúdióalbumuk jelenik meg.

## Történet
A csapatot Mike Portnoy és Neal Morse alapította 1999-ben. Portnoy tervei szerint a Fates Warning gitárosa, Jim Matheos is tagja lett volna a zenekarnak, de egyéb elfoglaltságai miatt ő nem tudta vállalni a szereplést. Roine Stoltot kérték fel végül, majd Pete Trewavasszal lett teljes a felállás.
Első albumuk SMPT:e címmel jelent meg 2000-ben. A lemez címe többszörös szójáték: egyrészt utalás a videótechnikában alkalmazott SMPTE nevű időkódolási eljárásra, másrészt a tagok vezetéknevének kezdőbetűit is kiadja (Stolt, Morse, Portnoy, Trewavas). A Pink Floyd, Yes, Genesis, King Crimson és The Beatles hatásokból építkező album rengeteg dicsérő kritikát kapott, a szakma és a közönség is jól fogadta.
Az észak-amerikai turnét követően 2001-ben adták ki a Live in America dupla koncertlemezt és -videót. Még ebben az esztendőben elkészítették a második Transatlantic-albumot, amely a Bridge Across Forever címet kapta. Ez a lemez sokkal inkább közös zenekari munka eredménye volt, mint az elődje. Az európai lemezbemutató turnét, amelynek billentyűsként és gitárosként a Pain of Salvation-frontember Daniel Gildenlöw is vendége volt, a 2003-ban megjelent Live in Europe koncertalbumon és dvd-n örökítették meg.
Az együttes 2003-tól egészen 2009-ig inaktív volt. A tagok saját zenekaraikkal dolgoztak, Neal Morse pedig a Spock's Beardöt elhagyva szólólemezeket készített. 2009. április 16-án jelentették be hivatalosan, hogy a Transatlantic újra összeáll, hogy elkészítsék a harmadik stúdióalbumot, amelynek megjelenése októberre várható a Radiant Records kiadásában. A lemez címe The Whirlwind.

## Tagok
- Neal Morse – billentyűs hangszerek, ének
- Roine Stolt – gitár, ének
- Mike Portnoy – dob
- Pete Trewavas – basszusgitár

## Diszkográfia

### Stúdióalbumok
- SMPT:e (2000)
- Bridge Across Forever (2001)
- The Whirlwind (2009)
- Kaleidoscope (2014)

### Koncertlemezek
- Live in America (2001)
- Live in Europe (2003)
- Whirld Tour 2010 – Live in London (3CD, 2010)
- More Never Is Enough (3CD, 2011)

### Egyéb lemezek
- The Transatlantic Demos by Neal Morse (2003)
- SMPT:e – The Roine Stolt Mixes (2003)

### Videók
- Live in America (VHS, 2001)
- Building the Bridge (VHS, 2002)
- Live in Europe (DVD, 2003)
- Building the Bridge / Live in America (DVD, 2006)
- Whirld Tour 2010 – Live in London (2DVD, 2010)
- More Never Is Enough (2DVD, 2011)